# Hrabstwo Lyon (Kansas)

Piramida wieku hrabstwa

Hrabstwo Lyon – hrabstwo położone w USA w stanie Kansas z siedzibą w mieście Emporia. Założone 5 lutego 1862 roku.

## Miasta
- Emporia
- Americus
- Olpe
- Hartford
- Neosho Rapids
- Reading
- Allen
- Admire
- Bushong

## Sąsiednie Hrabstwa
- Hrabstwo Wabaunsee
- Hrabstwo Osage
- Hrabstwo Coffey
- Hrabstwo Greenwood
- Hrabstwo Chase
- Hrabstwo Morris